# 久留島通祐
久留島 通祐（くるしま みちすけ）は、江戸時代中期の大名。豊後国森藩6代藩主。官位は従五位下・信濃守。

## 略歴
5代藩主・久留島光通の五男として誕生（七男、九男との説もある）。幼名は栄之助。
宝暦元年（1751年）11月3日、9代将軍徳川家重にお目見えする。明和元年（1764年）11月16日、父の死去により家督を継ぐ。同年閏12月18日、従五位下信濃守に叙任する。安永5年（1776年）2月15日、大番頭に就任した。二条城と大坂城の城番を命じられた。天明5年（1785年）12月27日、伏見奉行となる。このとき、伏見の窮民を助け、天明8年の内裏炎上では、その後の普請などで活躍した。藩政においては桑原在学を登用して文教奨励政策に尽力し、後の藩校・修身舎開校の基礎を築いた。しかし、嗣子に恵まれず、弟の通同を養嗣子に迎えて後継者とした。
寛政3年（1791年）5月13日、54歳で死去した。法号は泰清院。

## 系譜
父母
- 久留島光通（父）
- 小澤氏 - 側室（母）

正室
- 太田資俊の娘

養子
- 久留島通同 - 実弟